# Harkerite
La harkerite è un minerale.

## Origine e giacitura
La sua scoperta risale al 1948. I giacimenti più importanti si trovano in Namibia (Kombat, miniere Kombat), in USA (Crestmore, cave Crestmore), in Cina, nel Regno Unito e in Svezia. L'Harkerite è stata individuata anche in Italia nei pressi dei Colli Albani.